# Cuerpo de agua
Las masas de agua o cuerpos de agua son las extensiones de agua que se encuentran por la superficie terrestre o en el subsuelo (acuíferos, ríos subterráneos), tanto en estado líquido como sólido —hielo— (glaciares, campos de hielo, casquetes glaciares, inlandsis, casquetes polares), tanto naturales como artificiales (embalses) y tanto de agua salada (océanos, mares), salobre (estuarios, algunos lagos, etc.) como dulce (lagos, ríos, etc.)

## Tipos de cuerpos de agua

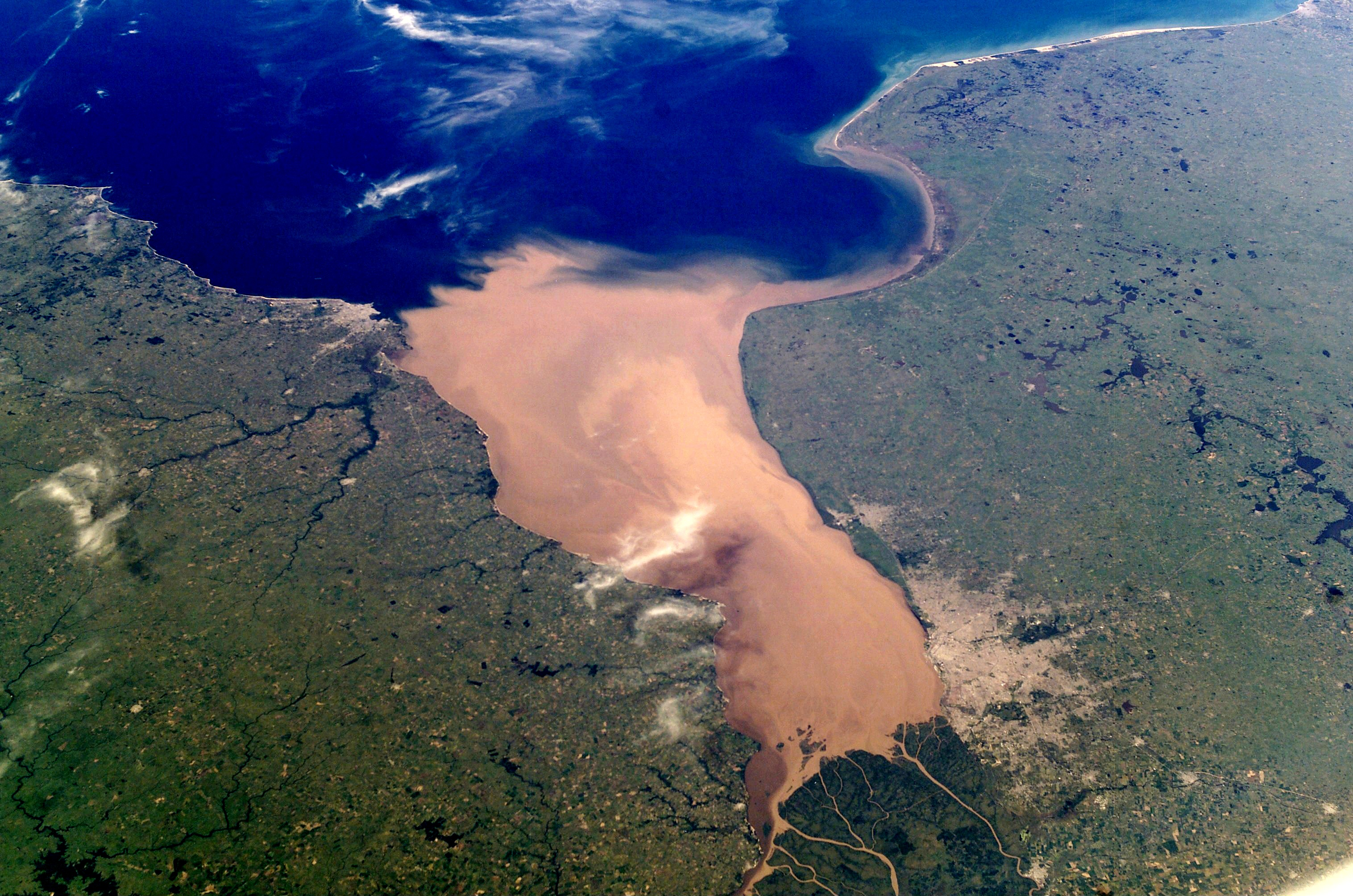
El Río de la Plata, entre Argentina y Uruguay, es tradicionalmente considerado como el río más ancho del planeta.

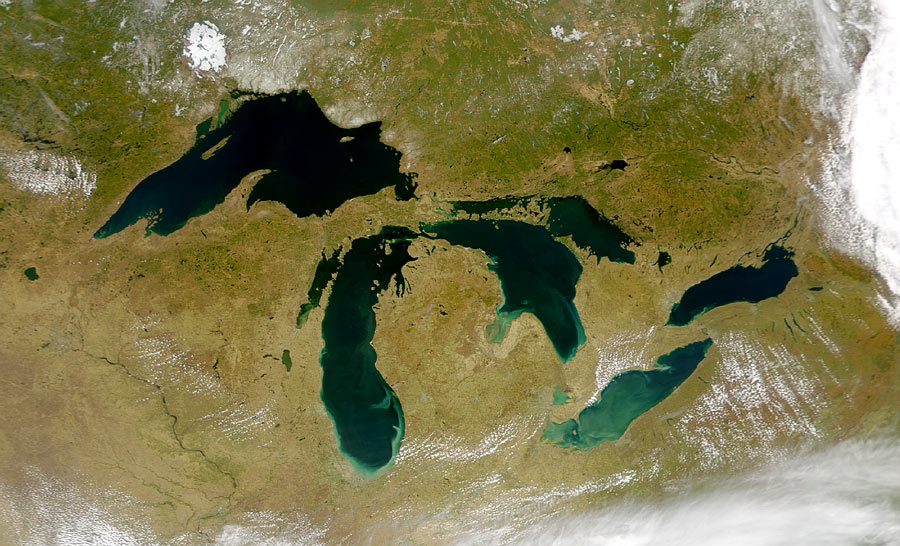
Grandes lagos, entre Canadá y Estados Unidos.

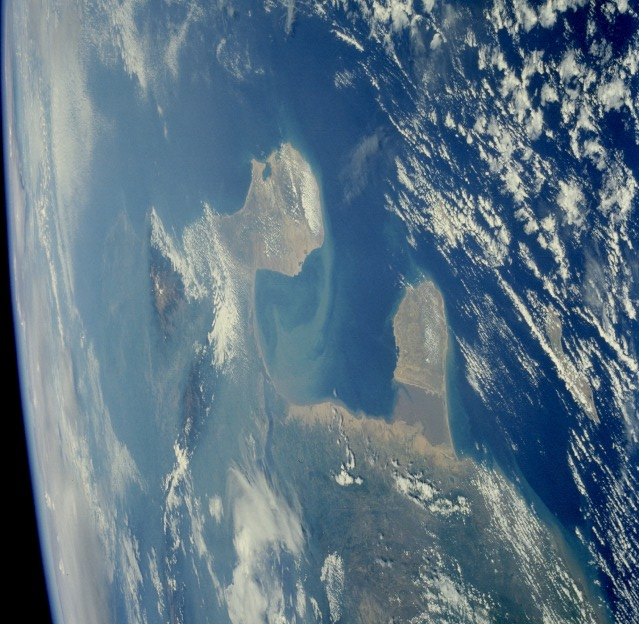
Imagen satelital del Golfo de Venezuela, visto desde una perspectiva Nor-Este Sur-Oeste.

- Arroyo - una corriente natural de agua que normalmente fluye con continuidad, pero que, a diferencia de un río, tiene escaso caudal, que puede desaparecer durante el estiaje.
- Bahía - una parte del océano o mar, de poca extensión, encerrado por puntas o cabos de tierra. Véase Golfo.
- Canal - vía artificial de agua hecha por el hombre.
- Charca - una pequeña acumulación de agua algo más abundante que un charco pero no suficiente como para conformar un lago.
- Charco - una pequeña acumulación de agua sobre la superficie de la Tierra.
- Cenote - es una dolina inundada de origen kárstico; existen varios tipos de cenotes, a cielo abierto, semiabiertos y subterráneos o en gruta.
- Ciénaga - una acumulación de agua con fondo más o menos cenagoso.
- Cuenca hidrográfica - la porción de territorio drenada por un único sistema de drenaje natural.
- Delta - el territorio triangular formado en la desembocadura de un río.
- Desembocadura - la parte más baja de un río, es decir, aquella sección del curso de agua donde vierte sus aguas al mar o a un lago.
- Embalse - una extensión de agua formada cuando, con algún medio artificial (presa), se cierra parcialmente o totalmente el cauce de un río o arroyo.
- Estanque - una extensión de agua artificial construida para proveer al riego, criar peces, etc. o con fines meramente ornamentales.
- Estero - un canal angosto y somero por donde ingresan y salen las mareas a un río.
- Estrecho - un canal de agua que conecta dos lagos, mares u océanos y, en consecuencia se encuentra entre dos masas de tierra.
- Estuario - la parte más ancha y profunda en la desembocadura de los ríos, en los mares abiertos o en los océanos, en aquellas áreas donde las mareas tienen mayor amplitud u oscilación.
- Golfo - una parte del océano o mar, de gran extensión, situado entre dos cabos.
- Glaciar - gruesa masa de hielo que se origina en la superficie terrestre por acumulación.
- Humedal - una zona de tierras planas en la que la superficie se encuentra anegada permanente o intermitentemente, al cubrirse regularmente de agua, el suelo se satura, quedando desprovisto de oxígeno y dando lugar a un ecosistema híbrido entre los puramente acuáticos y los terrestres.
- Lago - una masa de agua dulce o salada, más o menos extensa, que se encuentra alejada del mar, y asociada generalmente a un origen glaciar.
- Laguna - cualquier extensión natural de agua estancada, sea esta dulce o salada.
- Mar - una masa de agua salada de tamaño inferior al océano.
- Marisma - un ecosistema húmedo con plantas herbáceas que crecen en el agua.
- Océano - la parte de la superficie terrestre ocupada por el agua marina.
- Pantano - una acumulación de agua con fondo más o menos cenagoso.
- Paso - sinónimo de estrecho.
- Pozo - una corriente de agua estancada en un sitio específico
- Puerto -  masa de aguas (marinas o fluviales) segura para la estancia y/o operación de barcos. Puede ser natural aunque generalmente está más o menos intervenido con obras artificiales.
- Quebrada - sinónimo de arroyo.
- Rambla - lecho por donde circulan las aguas de lluvia cuando caen copiosamente.
- Riacho - sinónimo de arroyo.
- Riachuelo- sinónimo de arroyo.
- Ría - una de las formas que puede adoptar la desembocadura de un río, formando un valle costero sumergido o estuario que ha sido anegado por el mar y por una elevación de su nivel.
- Río - una corriente natural de agua que fluye con continuidad. Posee un caudal determinado y desemboca en el mar, en un lago o en otro río.
- Wadi o Uadi - valle o río seco que se encuentran generalmente en zonas desérticas, con pendientes suaves y casi planas, por el cual solo discurre agua en la temporada de lluvias.